# Len Neefs
Len Neefs (Bonheiden, 27 oktober 1999), ook wel bekend onder zijn artiestennaam Lenn, is een Vlaams zanger en acteur. Hij is zoon van Günther en kleinzoon van Louis Neefs.
Len Neefs is bekend geworden vanwege z'n rol in de musical Oliver en als zanger van het Ketnet Toeterlied.
Hij nam in 2018 deel aan het VTM-programma Jong Geweld, waarin kinderen van Bekende Vlamingen jongeren leren kennen die het moeilijker hebben. 
In 2025 is Len Neefs een van de acht kandidaten in de selectie van de VRT om België te vertegenwoordigen op het Eurovisiesongfestival van 2025.